# Route 35 (Islande)
Pour les articles homonymes, voir Route 35.
La Route 35 (Þjóðvegur 35) ou Biskupstungnabraut est une route islandaise reliant Selfoss à Gullfoss au sud de l'île. Après Gullfoss, elle devient la route F35 qui traverse les Hautes Terres d'Islande.

## Trajet
- Selfoss -
- Passage de la Sog
  -  -  vers le parc national de Þingvellir
  -  -  vers Búrfell
  -  -  vers Hestfjall
  -  -  vers Laugarvatn
  -  -  vers Laugarás
- Reykholt
  -  -  vers Laugarvatn
- Geysir
  -  -  vers Flúðir
- Gullfoss
- Route F35 - vers Hautes Terres d'Islande et Norðurland vestra.